# Politiinspektør
Politiinspektør er den næsthøjeste stillingsbetegnelse for politifolk i dansk politi, kun underordnet chefpolitiinspektør og  topcheferne:
- Politidirektør
- Vicepolitidirektør samt de juridiske chefstillinger:
- Chefanklager
- Politiadvokat
- Politimester
- Vicepolitimester
- Politiassessor